# 榴江縣
榴江縣是廣西省一個旧縣名，在雒容縣東，洛清江入柳江處。1951年6月29日奉廣西省人民政府令，將雒容縣、中渡縣、榴江縣三縣及修仁縣第二區合併成立鹿寨縣。

## 歷史沿革[1]
民國十四年（1925年）将永福縣屬之鹿寨、黄冕、寨沙三區地方，並設榴江縣，治寨沙圩，屬桂林道。產米、麥、玉蜀黍、豆等。

## 行政區劃
榴江縣轄鹿寨、寨沙2鎮及峰村、安順、龍江、務本、鎮江、永安，黃冕7鄉96村1038甲57960人。寨沙鎮轄11村5590人；鹿寨鎮轄12村 7335人；峰村鄉轄13村9841人；龍江鄉轄12村7266人：鎮江鄉轄8村4650人：黃冕鄉轄10村6486人：安順鄉轄12村6703人；務本鄉轄8村4045人；永安鄉轄10村6044人。
1949年後，榴江縣初置寨沙、黃冕、鹿寨3個區公所，1950年5月撤區，置峰村、安順、黃冕，永安、龍江、務本、鎮江7個鄉公所及寨沙、鹿寨2個鎮公所,1951年4月，撤鄉並區，置一。二、三、四區公所及鹿寨鎮公所。